# Ааронс, Бонни
Бо́нни А́аронс (англ. Bonnie Aarons; род. 9 сентября 1960, Мэриленд) — американская актриса

, сценаристка и продюсер.

## Карьера
Ааронс посещала актёрскую школу в Нью-Йорке, но ей часто говорили, что она не сможет играть в кино из-за её взгляда и носа. Она нашла работу в Европе, снимаясь в короткометражных фильмах и рекламных роликах. В 1994 году вышел американский фильм «Райское наслаждение», в котором она сыграла проститутку в полицейском участке (сцена с ней занимает лишь несколько секунд). Затем она появилась в фильме на тематику «женщины в тюрьме» — «Тюрьма 3000 года» режиссёра Роджера Кормана.
Ааронс сыграла небольшие роли в нескольких популярных фильмах ужасов, таких как: «Я знаю, кто убил меня», «Затащи меня в ад», «Заклятие 2» и «Малхолланд Драйв».

## Избранная фильмография
| Год  |   | Русское название                          | Оригинальное название                    | Роль                                     |
| ---- | - | ----------------------------------------- | ---------------------------------------- | ---------------------------------------- |
| 1994 | ф | Райское наслаждение                       | Exit to Eden                             | Проститутка                              |
| 1996 | ф | Дорогой Боженька                          | Dear God                                 | Женщина-Пророк                           |
| 2001 | ф | Малхолланд Драйв                          | Mulholland Drive                         | Бродяга (Человек за кафе)                |
| 2001 | ф | Дневники принцессы                        | The Princess Diaries                     | Баронесса Джой фон Трокен                |
| 2001 | ф | Любовь зла                                | Shallow Hal                              | Спастическая подруга № 1                 |
| 2004 | ф | Дневники принцессы 2: Как стать королевой | The Princess Diaries 2: Royal Engagement | Баронесса Джой фон Трокен                |
| 2006 | ф | Самоубийцы: История любви                 | Wristcutters: A Love Story               | Прихожанка Мессии                        |
| 2007 | ф | Я знаю, кто убил меня                     | I Know Who Killed Me                     | Толстуха Тина                            |
| 2008 | ф | Адская поездка                            | Hell Ride                                | Дьяволица                                |
| 2009 | ф | Затащи меня в ад                          | Drag Me to Hell                          | Мать и дочь при смерти                   |
| 2010 | ф | Дамер против Гейси                        | Dahmer vs. Gacy                          | Генерал Арбогаст                         |
| 2010 | ф | День святого Валентина                    | Valentine's Day                          | Странная леди                            |
| 2010 | ф | Боец                                      | The Fighter                              | Наркоманка Бонни                         |
| 2012 | ф | Мой парень — псих                         | Silver Linings Playbook                  | Мать Рикки Д'Анджело                     |
| 2016 | ф | Заклятие 2                                | The Conjuring 2                          | Демон Валак / Монахиня / сестра Виктория |
| 2017 | ф | Проклятие Аннабель: Зарождение зла        | Annabelle: Creation                      | Демон Валак / Монахиня (камео)           |
| 2018 | ф | Проклятие монахини                        | The Nun                                  | Демон Валак / Монахиня / сестра Виктория |
| 2023 | ф | Проклятие монахини 2                      | The Nun II                               | Демон Валак / Монахиня                   |